# Tonicella submarmorea
Tonicella submarmorea is een keverslakkensoort uit de familie van de Mopaliidae. De wetenschappelijke naam van de soort is voor het eerst geldig gepubliceerd in 1847 door von Middendorff.